# جوزيف بورداس
جوزيف بورداس (بالمجرية: Bordás József)‏ (2 يونيو 1963) هو لاعب كرة يد مجري. شارك في دورة الألعاب الأولمبية الصيفية لعام 1988، حيث احتل منتخب المجر لكرة اليد المركز الرابع. كما أنه كان حائزًا على الميدالية الفضية في بطولة العالم لكرة اليد للرجال لعام 1986 .

## روابط خارجية
- جوزيف بورداس على موقع أوليمبيديا (الإنجليزية)
- جوزيف بورداس على موقع اللجنة الأولمبية المجرية (الهنغارية)